# Zeubach

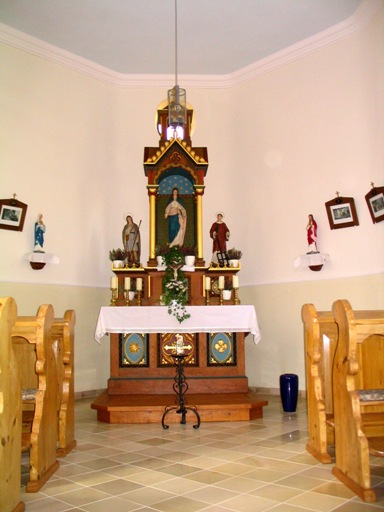
Kapelle in Zeubach

Zeubach (oberfränkisch: Zaibooch) ist ein Gemeindeteil der Stadt Waischenfeld im Landkreis Bayreuth (Oberfranken, Bayern). Zeubach liegt in der Gemarkung Hannberg.

## Lage
Das Dorf liegt etwa 1,7 Kilometer östlich von Waischenfeld an der Kreisstraße BT 15 zwischen Waischenfeld und Volsbach im Zeubachtal. Die Zeubach fließt durch den Ort und mündet in Waischenfeld in die Wiesent.

## Geschichte
Der Ort wurde 1362 als „Czibach“ erstmals urkundlich erwähnt.
Der Gemeindeteil der ehemaligen Gemeinde Hannberg wurde 1972 nach Waischenfeld eingemeindet.

## Sehenswürdigkeiten
Die Kapelle St. Laurentius wurde 1890 erbaut und 2004 in einer Gemeinschaftsleistung der Ortsbewohner renoviert.

## Sonstiges
Das bekannteste Fest in Zeubach ist die Kerwa am ersten Augustwochenende.